# Alcides Bracho
Alcides José Bracho Vivas (Caracas, Venezuela, 18 de junio de 1976) es un profesor especialista en química, artista plástico y sindicalista del magisterio venezolano. Bracho también es dirigente del partido político Bandera Roja. Fue detenido arbitrariamente el 4 de julio de 2022.

## Biografía
Alcides José Bracho Vivas nació el 18 de junio de 1976, hijo de Nancy Josefa Vivas Mejías y Carlos Pastor Bracho Meléndez, tuvo una hermana menor llamada Nancy Bracho que falleció en el año 2020. Está casado con Yorbelis Elizabeth Oropeza Viana y tienen 2 hijos: María Gabriela y Manuel Alcides.  

## Detención
Alcides fue arrestado por agentes del Servicio Bolivariano de Inteligencia Nacional (SEBIN) el lunes 4 de julio de 2022, sin que presentaran orden de allanamiento, acusado de haber participado en las protestas nacionales de 2014 y 2017. Entre las 9:00 y 11:00 de la mañana los funcionarios saquearon su vivienda, robando dinero, electrodomésticos, y aparatos de comunicación, incluyendo los de su familia. La esposa de Bracho declaró mediante un comunicado que se encontraba recluido en la sede del SEBIN en La Quebradita, en el oeste de Caracas, aunque le fue negada la visita. Junto con el sindicalista Emilio Negrín, fue acusado de «haber cometido delitos tipificados en la Ley Orgánica contra la Delincuencia Organizada y Financiamiento al Terrorismo (Lodofat)».

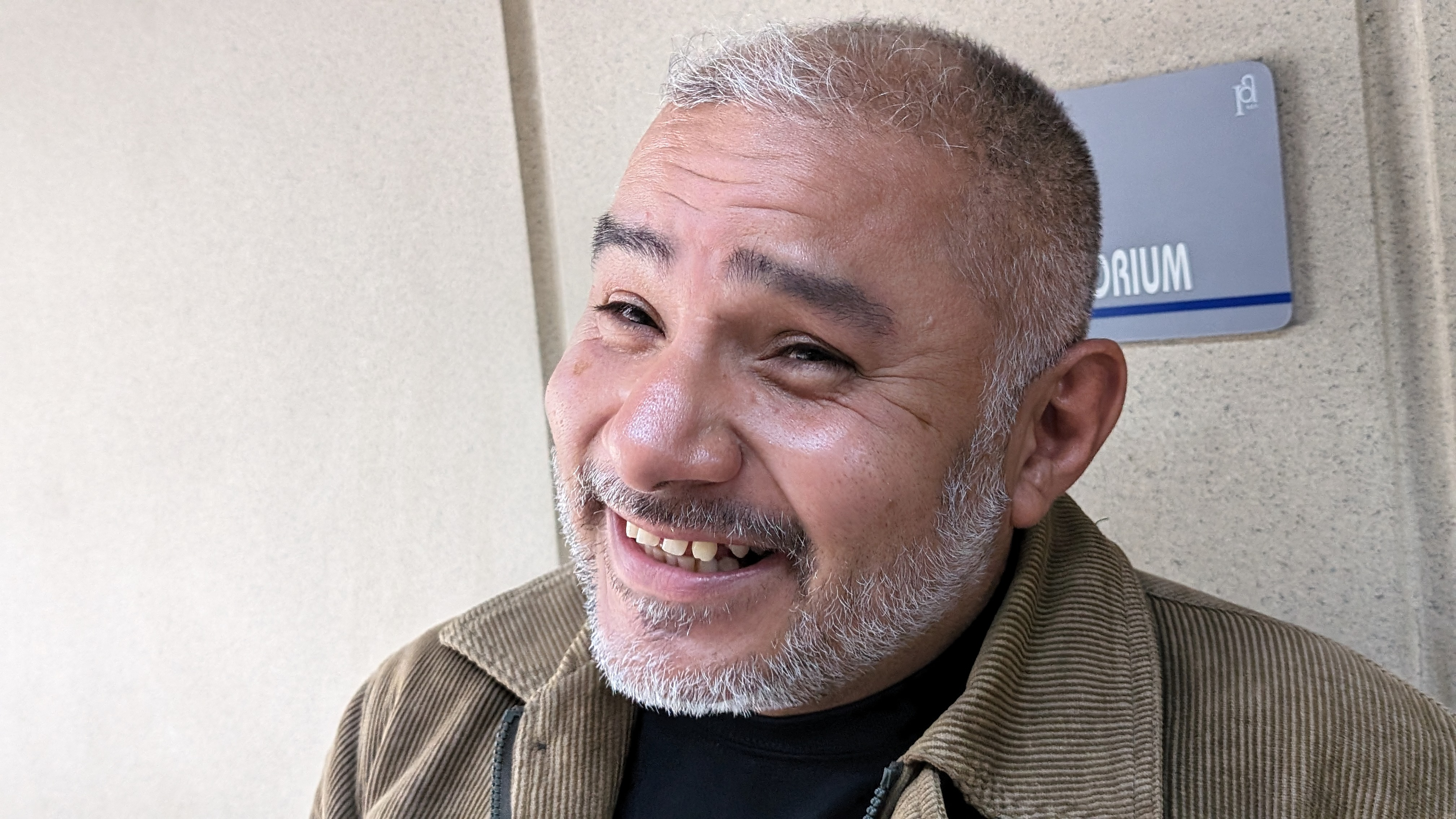
Foto de Alcides Bracho.

La organización no gubernamental Foro Penal incluyó a Bracho en su registro de presos políticos en el país. La detención también fue descrita como arbitraria por la plataforma Alerta Venezuela (conformada por Acceso a la Justicia, el Centro de Derechos Humanos de la Universidad Católica Andrés Bello, Civilis Derechos Humanos, la Coalición de Organizaciones por el Derecho a la Salud y la Vida y Espacio Público), la cual también denunció que recientemente las fuerzas de seguridad también habían efectuado detenciones arbitrarias en contra de varias dirigentes sindicales, activistas de derechos humanos y contra sus familiares. Un total de 108 organizaciones no gubernamentales y sindicatos exigieron la liberación de Bracho, junto a la de seis activistas y sindicalistas que fueron detenidos la misma semana. El 1 de agosto de 2023 fue condenado a 16 años de prisión por «conspiración» y «asociación para delinquir» junto a Reynaldo Cortés, Alonso Meléndez, Néstor Astudillo, Gabriel Blanco y Emilio Negrín. Fue excarcelado el 20 de diciembre de 2023.